# Jornada de Herói
Jornada de Herói (no original em inglês, A Hero's Journey, literalmente "A Jornada de um Herói", título utilizado na capa da versão brasileira) é uma história em quadrinhos publicada originalmente em fevereiro de 2003 pela editora norte-americana DC Comics na comemorativa 800ª edição da revista Action Comics. A história envolve a principal personagem da editora e daquela revista: o super-herói conhecido como Superman, numa história especialmente produzida pela celebrar o marco alcançado pela publicação: 800 edições continuadamente publicadas, um feito inédito para revistas em quadrinhos americanas.
Escrita por Joe Kelly, e majoritariamente desenhada por Pascual Ferry e Duncan Rouleau, artistas regulares da publicação, a história contou com arte-final do próprio Rouleau, de Scott Hanna, Marlo Alquiza e Cam Smith, e colorização de Moouse Baumann, Jeromy Cox e Guy Major. Na trama principal, é narrado o "monomito" (ou "Jornada do Herói") de Superman, relatando os eventos de sua história de origem de forma a retratar todo o ciclo pelo qual o personagem teria passado na continuidade então estabelecida desde 1986 até se tornar um super-herói.
Adicionalmente, uma série de desenhistas foram convidados para elaborar sequências de uma ou duas páginas em preto-e-branco que seriam apresentadas de forma intercalada com a trama principal. Estas histórias curtas foram também roteirizadas por Kelly, a partir de relatos de pessoas comuns, que haviam fornecido ao autor a sua visão particular do personagem. Para estas sequências, contribuíram Alex Ross, Tony Harris, Bill Sienkiewicz, Dave Bullock, Ed McGuinness, J. H. Williams, Dan Jurgens, Klaus Janson, Killian Plunkett, Jim Lee, Tim Sale e Lee Bermejo. A capa da edição foi ilustrada por Drew Struzan, apresentando a clássica imagem de Action Comics #1, a primeira aparição oficial do personagem, sob um novo ângulo.

## Histórico de produção

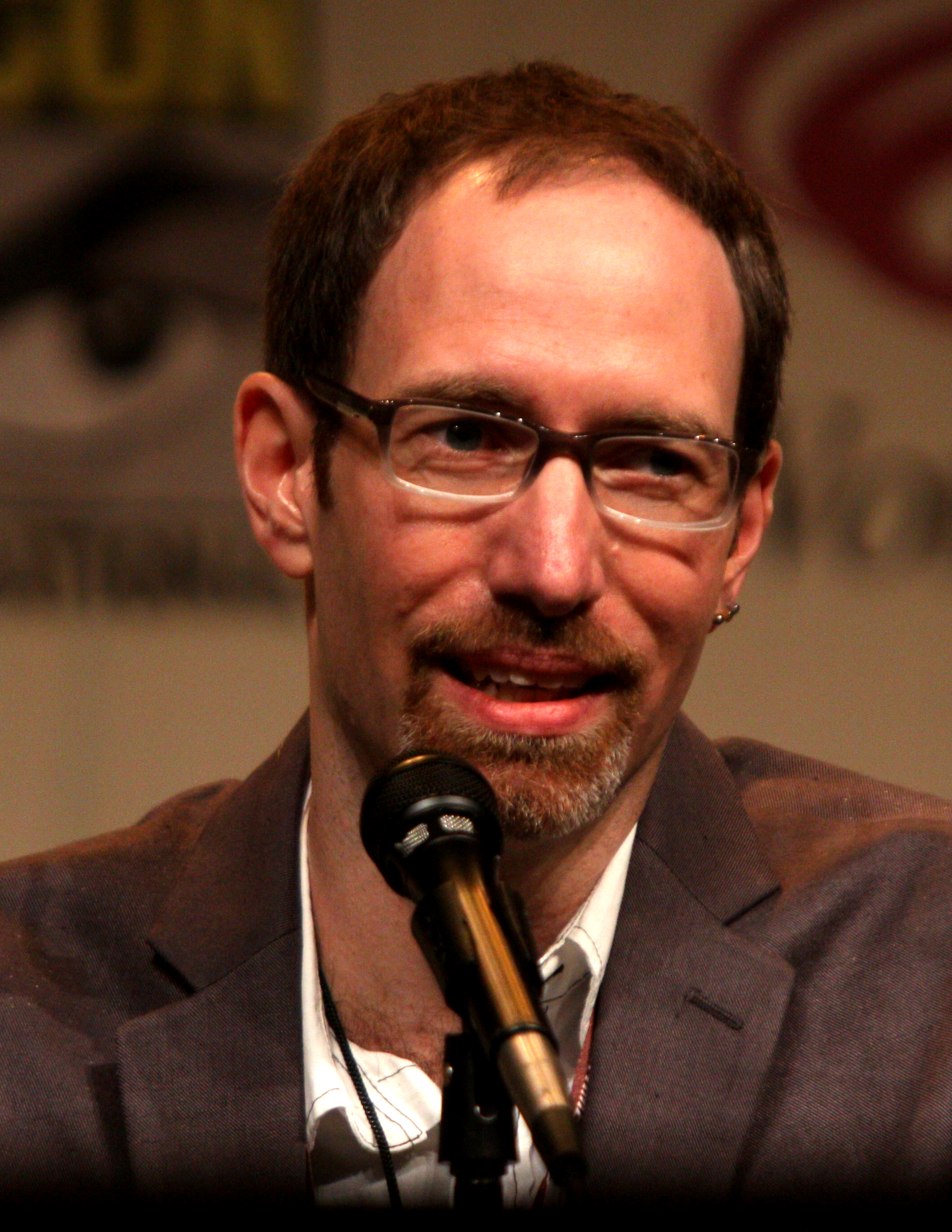
O escritor Joe Kelly.

Quando Eddie Berganza assumiu as funções de editor responsável pelas histórias de Superman, incluindo as publicadas em Action Comics, o personagem vinha passando por baixas vendas, e suas histórias tinham pouca repercussão. Uma nova equipe capitaneada por Jeph Loeb e Joe Kelly tomou para si a responsabilidade de "revitalizar" o personagem. À época o personagem protagonizava quatro diferentes revistas, e elas passaram a ter roteiristas e desenhistas que passariam a trabalhar de forma levemente independente, com histórias individuais, sem a necessidade de se adquirir todas as edições de todas as revistas mensalmente, permitindo aos leitores escolher qual das publicações acompanhar.
Loeb se tornou o roteirista de Superman, com arte de Mike McKone, Ed McGuinness e Cam Smith, Kelly assumiu Action Comics ao lado dos artistas Kano e Marlo Alquiza, Adventures of Superman passou a ser escrita por J.M. Dematteis e desenhada por Mike Miller and Jose Marazan, e Superman: The Man of Steel manteve os artistas Doug Mahnke e Tom Nguyen, com Mark Schultz permanecendo nos roteiros.
A partir de outubro de 1999 a nova equipe começou a promover em suas tramas nas diferentes revistas questionamentos acerca das várias facetas que definiam Superman. Segundo definiria Marcus Medeiros, do site brasileiro Omelete, "o objetivo dos roteiristas era evoluir as bases estabelecidas por John Byrne e seus seguidores para conseguir um Super-Homem mais humano - conseqüência de sua criação por Jonathan e Martha Kent - ao mesmo tempo em que resgatariam a magia e a grandeza perdida da Era de Prata dos super-heróis". Dentre os elementos que retornariam à mitologia moderna do personagem estava a presença de Krypto, o Super-cão e o design de Krypton, planeta natal de Superman.
A proposta para Action Comics era que Kelly elaborasse histórias team-up, focadas na ação mas mostrando Superman sendo confrontado por diferentes personagens, enquanto Loeb abordaria Superman e seu relacionamento com os personagens "básicos": Lex Luthor e as pessoas do Planeta Diário, reaberto logo na primeira história, em Superman #151. Durante o período, Kelly contribuiria com várias histórias significativas para a revista. Sozinho, escreveria What's so Funny about Truth, Justice & the American Way? em Action Comics #775, e A Hero's Journey em Action Comics #800, e estas seriam consideradas duas das melhores histórias já escritas com o personagem.

## Enredo
O enredo transcorre da seguinte forma:

## Publicação e repercussão
Action Comics #800 teve, segundo as estimativas da Diamond, cerca de 46 mil exemplares enviados para as lojas americanas. Após sua publicação, A Hero's Journey acabaria não atraindo a mesma atenção do público que What's so Funny about Truth, Justice & the American Way?, também escrita por Kelly, havia alcançado em 2001, mas foi apontada pela crítica como tão boa quanto a história comemorativa anterior. O site brasileiro "Universo HQ' apresentaria resenha dando à história nota "4,5" numa escala de 1 a 5, comentando: "A trama principal da edição (...) funciona perfeitamente como uma experiência cinematográfica do Homem do Amanhã, direta e emotiva, buscando um entendimento maior sobre o advento do super-herói definitivo. Trata-se de uma verdadeira declaração de amor ao mito por parte do escritor Joe Kelly, que apresenta aqui uma de suas maiores contribuições ao universo das revistas mensais do gênero".
Neal Bailey, em resenha publicada no site "Superman Homepage", apresentaria uma visão igualmente elogiosa da história, que, apesar de ser "simples" e até "repetitiva" em comparação com homenagens anteriores ao personagem, era consideravelmente "inspiradora": "Eu queria algo que fosse o clímax de uma história, com muita destruição, raiva, amargura, tristeza e alterações na continuidade, como Action Comics #700, mas não teve nada disso. E isso é bom, porque a história contada por Joe Kelly apresenta algo que é mais do que tudo isso. É uma afirmação do porque lemos todas as edições anteriores, definindo o que Superman é e como ele se relaciona com o mundo real como forma de inspiração".